# Roxette/Diskografie
Diese Diskografie ist eine Übersicht über die musikalischen Werke des schwedischen Popduos Roxette. Den Quellenangaben zufolge hat es bisher mehr als 80 Millionen Tonträger verkauft, davon alleine in Deutschland über 5,6 Millionen, womit es zu den Interpreten mit den meisten verkauften Tonträgern in Deutschland zählt. Seine erfolgreichste Veröffentlichung ist das dritte Studioalbum Joyride mit über elf Millionen verkauften Einheiten. Das Album verkaufte sich alleine in Deutschland über 1,75 Millionen Mal, womit es zu den meistverkauften Musikalben des Landes zählt. Das zweite Studioalbum Look Sharp! erreichte ebenfalls den Status eines Millionsellers in Deutschland.

## Alben

### Studioalben
| Jahr | Titel Musiklabel                                  | Höchstplatzierung, Gesamtwochen, AuszeichnungChartplatzierungen (Jahr, Titel, Musiklabel, Platzierungen, Wochen, Auszeichnungen, Anmerkungen) | Höchstplatzierung, Gesamtwochen, AuszeichnungChartplatzierungen (Jahr, Titel, Musiklabel, Platzierungen, Wochen, Auszeichnungen, Anmerkungen) | Höchstplatzierung, Gesamtwochen, AuszeichnungChartplatzierungen (Jahr, Titel, Musiklabel, Platzierungen, Wochen, Auszeichnungen, Anmerkungen) | Höchstplatzierung, Gesamtwochen, AuszeichnungChartplatzierungen (Jahr, Titel, Musiklabel, Platzierungen, Wochen, Auszeichnungen, Anmerkungen) | Höchstplatzierung, Gesamtwochen, AuszeichnungChartplatzierungen (Jahr, Titel, Musiklabel, Platzierungen, Wochen, Auszeichnungen, Anmerkungen) | Höchstplatzierung, Gesamtwochen, AuszeichnungChartplatzierungen (Jahr, Titel, Musiklabel, Platzierungen, Wochen, Auszeichnungen, Anmerkungen) | Anmerkungen                                                  |
| Jahr | Titel Musiklabel                                  | DE | AT | CH | UK | US | SE | Anmerkungen                                                  |
| ---- | ------------------------------------------------- | --- | --- | --- | --- | --- | --- | ------------------------------------------------------------ |
| 1986 | Pearls of Passion EMI                             | — | — | — | — | — | SE2 (13 Wo.)SE | Erstveröffentlichung: 31. Oktober 1986 Verkäufe: + 800.000   |
| 1988 | Look Sharp! EMI                                   | DE7 ×2Doppelplatin · (97 Wo.)DE | AT3 ×2Doppelplatin · (56 Wo.)AT | CH2 ×4Vierfachplatin · (26 Wo.)CH | UK4 Platin · (53 Wo.)UK | US23 Platin · (71 Wo.)US | SE1 ×3Dreifachplatin · (21 Wo.)SE | Erstveröffentlichung: 19. Oktober 1988 Verkäufe: + 9.000.000 |
| 1991 | Joyride EMI                                       | DE1 ×7Siebenfachgold · (87 Wo.)DE | AT1 ×3Dreifachplatin · (29 Wo.)AT | CH1 ×4Vierfachplatin · (48 Wo.)CH | UK2 ×2Doppelplatin · (48 Wo.)UK | US12 Platin · (56 Wo.)US | SE1 Platin · (15 Wo.)SE | Erstveröffentlichung: 28. März 1991 Verkäufe: + 11.000.000   |
| 1992 | Tourism EMI                                       | DE1 ×3Dreifachgold · (36 Wo.)DE | AT2 Platin · (16 Wo.)AT | CH1 Platin · (24 Wo.)CH | UK2 Gold · (17 Wo.)UK | US117 (8 Wo.)US | SE1 Platin · (10 Wo.)SE | Erstveröffentlichung: 28. August 1992 Verkäufe: + 6.000.000  |
| 1994 | Crash! Boom! Bang! EMI                            | DE2 Platin · (41 Wo.)DE | AT3 Platin · (26 Wo.)AT | CH1 Platin · (27 Wo.)CH | UK3 Gold · (16 Wo.)UK | — | SE1 Platin · (26 Wo.)SE | Erstveröffentlichung: 8. April 1994 Verkäufe: + 5.000.000    |
| 1999 | Have a Nice Day EMI / Roxette Recordings          | DE2 Gold · (33 Wo.)DE | AT3 Gold · (12 Wo.)AT | CH2 Platin · (16 Wo.)CH | UK28 (3 Wo.)UK | — | SE1 Platin · (32 Wo.)SE | Erstveröffentlichung: 17. Februar 1999 Verkäufe: + 2.200.000 |
| 2001 | Room Service EMI / Roxette Recordings             | DE3 Gold · (35 Wo.)DE | AT4 (11 Wo.)AT | CH2 Gold · (17 Wo.)CH | — | — | SE1 Platin · (23 Wo.)SE | Erstveröffentlichung: 2. April 2001 Verkäufe: + 348.394      |
| 2011 | Charm School Capitol Records / Roxette Recordings | DE1 Gold · (25 Wo.)DE | AT2 (13 Wo.)AT | CH1 Gold · (28 Wo.)CH | — | — | SE2 Gold · (15 Wo.)SE | Erstveröffentlichung: 11. Februar 2011 Verkäufe: + 500.000   |
| 2012 | Travelling Capitol Records / Roxette Recordings   | DE7 (7 Wo.)DE | AT15 (4 Wo.)AT | CH12 (9 Wo.)CH | — | — | SE7 Gold · (11 Wo.)SE | Erstveröffentlichung: 23. März 2012 Verkäufe: + 20.000       |
| 2016 | Good Karma Capitol Records / Roxette Recordings   | DE11 (10 Wo.)DE | AT10 (5 Wo.)AT | CH2 (12 Wo.)CH | UK61 (1 Wo.)UK | — | SE2 (6 Wo.)SE | Erstveröffentlichung: 3. Juni 2016                           |

### Kompilationen
| Jahr | Titel Musiklabel                                                                            | Höchstplatzierung, Gesamtwochen, AuszeichnungChartplatzierungen (Jahr, Titel, Musiklabel, Platzierungen, Wochen, Auszeichnungen, Anmerkungen) | Höchstplatzierung, Gesamtwochen, AuszeichnungChartplatzierungen (Jahr, Titel, Musiklabel, Platzierungen, Wochen, Auszeichnungen, Anmerkungen) | Höchstplatzierung, Gesamtwochen, AuszeichnungChartplatzierungen (Jahr, Titel, Musiklabel, Platzierungen, Wochen, Auszeichnungen, Anmerkungen) | Höchstplatzierung, Gesamtwochen, AuszeichnungChartplatzierungen (Jahr, Titel, Musiklabel, Platzierungen, Wochen, Auszeichnungen, Anmerkungen) | Höchstplatzierung, Gesamtwochen, AuszeichnungChartplatzierungen (Jahr, Titel, Musiklabel, Platzierungen, Wochen, Auszeichnungen, Anmerkungen) | Höchstplatzierung, Gesamtwochen, AuszeichnungChartplatzierungen (Jahr, Titel, Musiklabel, Platzierungen, Wochen, Auszeichnungen, Anmerkungen) | Anmerkungen                                                  |
| Jahr | Titel Musiklabel                                                                            | DE | AT | CH | UK | US | SE | Anmerkungen                                                  |
| ---- | ------------------------------------------------------------------------------------------- | --- | --- | --- | --- | --- | --- | ------------------------------------------------------------ |
| 1995 | Rarities EMI                                                                                | — | — | — | — | — | — | Erstveröffentlichung: 17. Februar 1995 Verkäufe: + 1.000.000 |
| 1995 | Don’t Bore Us, Get to the Chorus! EMI                                                       | DE7 Platin · (21 Wo.)DE | AT4 Gold · (16 Wo.)AT | CH2 Platin · (18 Wo.)CH | UK5 Platin · (20 Wo.)UK | — | SE2 Platin · (17 Wo.)SE | Erstveröffentlichung: 30. Oktober 1995 Verkäufe: + 6.000.000 |
| 1996 | Baladas en Español EMI                                                                      | — | — | — | — | — | — | Erstveröffentlichung: 21. Oktober 1996 Verkäufe: + 1.000.000 |
| 2002 | The Ballad Hits Capitol Records / Roxette Recordings                                        | DE10 (14 Wo.)DE | AT16 (12 Wo.)AT | CH8 Gold · (15 Wo.)CH | UK11 Silber · (4 Wo.)UK | — | SE5 Gold · (13 Wo.)SE | Erstveröffentlichung: 4. November 2002 Verkäufe: + 215.000   |
| 2003 | The Pop Hits Capitol Records / Roxette Recordings                                           | DE22 (5 Wo.)DE | AT32 (8 Wo.)AT | CH27 (8 Wo.)CH | UK84 (1 Wo.)UK | — | SE16 (12 Wo.)SE | Erstveröffentlichung: 24. März 2003 Verkäufe: + 50.000       |
| 2006 | A Collection of Roxette Hits: Their 20 Greatest Songs! Capitol Records / Roxette Recordings | DE21 Gold · (16 Wo.)DE | AT8 (11 Wo.)AT | CH7 Gold · (38 Wo.)CH | UK22 Gold · (3 Wo.)UK | — | SE2 Gold · (19 Wo.)SE | Erstveröffentlichung: 18. Oktober 2006 Verkäufe: + 250.000   |
| 2011 | Greatest Hits Capitol Records                                                               | — | — | — | — | — | — | Erstveröffentlichung: 26. Juli 2011                          |
| 2014 | Roxette XXX – The 30 Biggest Hits Warner Music                                              | DE14 (22 Wo.)DE | AT11 (16 Wo.)AT | CH11 (23 Wo.)CH | UK— GoldUK | — | SE46 (3 Wo.)SE | Erstveröffentlichung: 3. November 2014 Verkäufe: + 107.500   |
| 2020 | Bag of Trix Vol. 1: Music from the Roxette Vaults Roxette Recordings / Parlophone           | — | — | — | — | — | — | Erstveröffentlichung: 30. Oktober 2020                       |
| 2020 | Bag of Trix Vol. 2. Music from the Roxette Vaults Roxette Recordings / Parlophone           | — | — | — | — | — | — | Erstveröffentlichung: 13. November 2020                      |
| 2020 | Bag of Trix Vol. 3: Music from the Roxette Vaults Roxette Recordings / Parlophone           | — | — | — | — | — | — | Erstveröffentlichung: 27. November 2020                      |
| 2020 | Bag of Trix Vol. 4: Music from the Roxette Vaults Roxette Recordings / Parlophone           | — | — | — | — | — | — | Erstveröffentlichung: 11. Dezember 2020                      |

### Remixalben
| Jahr | Titel Musiklabel                                                                 | Höchstplatzierung, Gesamtwochen, AuszeichnungChartplatzierungen (Jahr, Titel, Musiklabel, Platzierungen, Wochen, Auszeichnungen, Anmerkungen) | Höchstplatzierung, Gesamtwochen, AuszeichnungChartplatzierungen (Jahr, Titel, Musiklabel, Platzierungen, Wochen, Auszeichnungen, Anmerkungen) | Höchstplatzierung, Gesamtwochen, AuszeichnungChartplatzierungen (Jahr, Titel, Musiklabel, Platzierungen, Wochen, Auszeichnungen, Anmerkungen) | Höchstplatzierung, Gesamtwochen, AuszeichnungChartplatzierungen (Jahr, Titel, Musiklabel, Platzierungen, Wochen, Auszeichnungen, Anmerkungen) | Höchstplatzierung, Gesamtwochen, AuszeichnungChartplatzierungen (Jahr, Titel, Musiklabel, Platzierungen, Wochen, Auszeichnungen, Anmerkungen) | Höchstplatzierung, Gesamtwochen, AuszeichnungChartplatzierungen (Jahr, Titel, Musiklabel, Platzierungen, Wochen, Auszeichnungen, Anmerkungen) | Anmerkungen                         |
| Jahr | Titel Musiklabel                                                                 | DE | AT | CH | UK | US | SE | Anmerkungen                         |
| ---- | -------------------------------------------------------------------------------- | --- | --- | --- | --- | --- | --- | ----------------------------------- |
| 1987 | Dance Passion EMI                                                                | — | — | — | — | — | SE19 (4 Wo.)SE | Erstveröffentlichung: 27. März 1987 |
| 2022 | ROX RMX Vol. 3 (Remixes from the Roxette Vaults) Roxette Recordings / Parlophone | — | — | — | — | — | — | Erstveröffentlichung: 20. Juni 2022 |
| 2022 | ROX RMX Vol. 2 (Remixes from the Roxette Vaults) Roxette Recordings / Parlophone | — | — | — | — | — | — | Erstveröffentlichung: 22. Juni 2022 |
| 2022 | ROX RMX Vol. 1 (Remixes from the Roxette Vaults) Roxette Recordings / Parlophone | — | — | — | — | — | — | Erstveröffentlichung: 24. Juni 2022 |

## Singles

### Als Leadmusiker
| Jahr | Titel Album | Höchstplatzierung, Gesamtwochen, AuszeichnungChartplatzierungen (Jahr, Titel, Album, Platzierungen, Wochen, Auszeichnungen, Anmerkungen) | Höchstplatzierung, Gesamtwochen, AuszeichnungChartplatzierungen (Jahr, Titel, Album, Platzierungen, Wochen, Auszeichnungen, Anmerkungen) | Höchstplatzierung, Gesamtwochen, AuszeichnungChartplatzierungen (Jahr, Titel, Album, Platzierungen, Wochen, Auszeichnungen, Anmerkungen) | Höchstplatzierung, Gesamtwochen, AuszeichnungChartplatzierungen (Jahr, Titel, Album, Platzierungen, Wochen, Auszeichnungen, Anmerkungen) | Höchstplatzierung, Gesamtwochen, AuszeichnungChartplatzierungen (Jahr, Titel, Album, Platzierungen, Wochen, Auszeichnungen, Anmerkungen) | Höchstplatzierung, Gesamtwochen, AuszeichnungChartplatzierungen (Jahr, Titel, Album, Platzierungen, Wochen, Auszeichnungen, Anmerkungen) | Anmerkungen |
| Jahr | Titel Album | DE | AT | CH | UK | US | SE | Anmerkungen |
| ---- | --- | --- | --- | --- | --- | --- | --- | --- |
| 1986 | Neverending Love Pearls of Passion                                                                                       | — | — | — | — | — | SE3 (8 Wo.)SE | Erstveröffentlichung: 8. Juli 1986 |
| 1986 | Goodbye to You Pearls of Passion                                                                                         | — | — | — | — | — | SE9 (4 Wo.)SE | Erstveröffentlichung: 3. Dezember 1986 |
| 1987 | Soul Deep Pearls of Passion                                                                                              | — | — | — | — | — | SE18 (3 Wo.)SE | Erstveröffentlichung: 17. Februar 1987 |
| 1987 | I Want You – | — | — | — | — | — | — | Erstveröffentlichung: 1. Juli 1987 mit Eva Dahlgren & Ratata |
| 1987 | It Must Have Been Love / No sé si es amor (spanische Version) Pretty Woman (O.S.T) / Baladas en Español                  | DE4 Gold · (36 Wo.)DE | AT3 Gold · (20 Wo.)AT | CH1 (32 Wo.)CH | UK3 Platin · (14 Wo.)UK | US1 Gold · (25 Wo.)US | SE4 Gold · (15 Wo.)SE | Erstveröffentlichung: 23. November 1987 (EN-Version) Wiederveröffentlichung: 20. Mai 1990 Erstveröffentlichung: 28. Januar 1997 (ES-Version) Verkäufe: + 1.785.000 |
| 1988 | I Call Your Name Pearls of Passion                                                                                       | — | — | — | — | — | — | Erstveröffentlichung: 20. Januar 1988 |
| 1988 | Dressed for Success Look Sharp!                                                                                          | DE16 (15 Wo.)DE | AT6 (14 Wo.)AT | CH4 (15 Wo.)CH | UK18 (7 Wo.)UK | US14 (18 Wo.)US | SE2 Gold · (5 Wo.)SE | Erstveröffentlichung: 3. August 1988 Verkäufe: + 145.000 |
| 1988 | Listen to Your Heart Look Sharp!                                                                                         | DE7 (23 Wo.)DE | AT2 Gold · (14 Wo.)AT | CH8 (18 Wo.)CH | UK6 Gold · (9 Wo.)UK | US1 (22 Wo.)US | SE3 Gold · (8 Wo.)SE | Erstveröffentlichung: 15. September 1988 Verkäufe: + 525.000 |
| 1988 | Chances Look Sharp! | — | — | — | — | — | — | Erstveröffentlichung: 28. Dezember 1988 |
| 1989 | The Look Look Sharp! | DE1 (25 Wo.)DE | AT2 (24 Wo.)AT | CH1 (27 Wo.)CH | UK7 Silber · (13 Wo.)UK | US1 Gold · (19 Wo.)US | SE6 Gold · (15 Wo.)SE | Erstveröffentlichung: 12. Januar 1989 Verkäufe: + 975.000 |
| 1989 | Dangerous Look Sharp! | DE8 (21 Wo.)DE | AT8 (14 Wo.)AT | CH10 (10 Wo.)CH | UK*UK | US2 (21 Wo.)US | SE9 (3 Wo.)SE | Erstveröffentlichung: 10. Mai 1989 * Doppel-A-Seite mit Listen to Your Heart Verkäufe: + 35.000                                                                    |
| 1991 | Joyride | DE1 Gold · (32 Wo.)DE | AT1 Gold · (19 Wo.)AT | CH1 (26 Wo.)CH | UK4 (10 Wo.)UK | US1 (19 Wo.)US | SE1 Platin · (8 Wo.)SE | Erstveröffentlichung: 25. Februar 1991 Verkäufe: + 450.000 |
| 1991 | Fading Like a Flower (Every Time You Leave) / Soy una Mujer (spanische Version) Joyride / Baladas en Español             | DE5 (23 Wo.)DE | AT6 (15 Wo.)AT | CH3 (17 Wo.)CH | UK12 Silber · (6 Wo.)UK | US2 (18 Wo.)US | SE5 (7 Wo.)SE | Erstveröffentlichung: 17. April 1991 (EN-Version) Erstveröffentlichung: 1. Juli 1997 (ES-Version) Verkäufe: + 245.000                                              |
| 1991 | The Big L. Joyride | DE13 (21 Wo.)DE | AT11 (12 Wo.)AT | CH13 (16 Wo.)CH | UK21 (6 Wo.)UK | — | SE11 (6 Wo.)SE | Erstveröffentlichung: 28. August 1991 |
| 1991 | Spending My Time / Un día sin ti (spanische Version) Joyride / Baladas en Español                                        | DE9 (17 Wo.)DE | AT16 (12 Wo.)AT | CH15 (12 Wo.)CH | UK22 (4 Wo.)UK | US32 (20 Wo.)US | SE11 (6 Wo.)SE | Erstveröffentlichung: 26. September 1991 (EN-Version) Erstveröffentlichung: 29. Oktober 1996 (ES-Version)                                                          |
| 1992 | Church of Your Heart Joyride                                                                                             | DE28 (14 Wo.)DE | AT24 (3 Wo.)AT | — | UK21 (4 Wo.)UK | US36 (20 Wo.)US | SE21 (3 Wo.)SE | Erstveröffentlichung: 24. Februar 1992 |
| 1992 | How Do You Do! Tourism                                                                                                   | DE2 (27 Wo.)DE | AT2 (17 Wo.)AT | CH2 (28 Wo.)CH | UK13 (7 Wo.)UK | US58 (8 Wo.)US | SE2 Platin · (7 Wo.)SE | Erstveröffentlichung: 3. Juli 1992 Verkäufe: + 85.000 |
| 1992 | Queen of Rain Tourism | DE19 (17 Wo.)DE | — | CH27 (7 Wo.)CH | UK28 (7 Wo.)UK | — | SE12 (12 Wo.)SE | Erstveröffentlichung: 28. Oktober 1992 |
| 1993 | Fingertips ’93 Tourism                                                                                                   | DE45 (11 Wo.)DE | — | — | — | — | SE39 (2 Wo.)SE | Erstveröffentlichung: 26. Januar 1993 |
| 1993 | Almost Unreal Super Mario Bros.                                                                                          | DE20 (17 Wo.)DE | AT20 (20 Wo.)AT | CH15 (15 Wo.)CH | UK7 (9 Wo.)UK | US94 (2 Wo.)US | SE8 (7 Wo.)SE | Erstveröffentlichung: 10. Mai 1993 |
| 1994 | Sleeping In My Car Crash! Boom! Bang!                                                                                    | DE11 (16 Wo.)DE | AT6 (12 Wo.)AT | CH7 (17 Wo.)CH | UK14 (6 Wo.)UK | US50 (8 Wo.)US | SE1 Gold · (12 Wo.)SE | Erstveröffentlichung: 7. März 1994 Verkäufe: + 25.000 |
| 1994 | Crash! Boom! Bang! | DE31 (19 Wo.)DE | AT19 (12 Wo.)AT | — | UK26 (5 Wo.)UK | — | SE17 (10 Wo.)SE | Erstveröffentlichung: 11. April 1994 |
| 1994 | Fireworks Crash! Boom! Bang!                                                                                             | DE51 (11 Wo.)DE | AT18 (4 Wo.)AT | — | UK30 (4 Wo.)UK | — | SE34 (34 Wo.)SE | Erstveröffentlichung: 15. August 1994 |
| 1994 | Run to You Crash! Boom! Bang!                                                                                            | DE51 (12 Wo.)DE | — | CH31 (4 Wo.)CH | UK27 (6 Wo.)UK | — | — | Erstveröffentlichung: 14. November 1994 |
| 1995 | Vulnerable Crash! Boom! Bang!                                                                                            | DE71 (10 Wo.)DE | — | — | UK44 (2 Wo.)UK | — | SE12 (10 Wo.)SE | Erstveröffentlichung: 17. März 1995 |
| 1995 | You Don’t Understand Me / Tú No Me Comprendes (spanische Version) Don’t Bore Us, Get to the Chorus! / Bag of Trix Vol. 2 | DE44 (11 Wo.)DE | AT25 (7 Wo.)AT | — | UK42 (2 Wo.)UK | — | SE9 (14 Wo.)SE | Erstveröffentlichung: 5. Oktober 1995 (EN-Version) Erstveröffentlichung: 6. November 2020 (ES-Version)                                                             |
| 1996 | June Afternoon Don’t Bore Us, Get to the Chorus!                                                                         | DE57 (10 Wo.)DE | — | CH35 (4 Wo.)CH | UK52 (1 Wo.)UK | — | SE24 (9 Wo.)SE | Erstveröffentlichung: 8. Januar 1996 |
| 1996 | She Doesn’t Live Here Anymore Don’t Bore Us, Get to the Chorus!                                                          | DE86 (5 Wo.)DE | — | — | — | — | — | Erstveröffentlichung: 25. April 1996 |
| 1999 | Wish I Could Fly / Quisiera Volar (spanische Version) Have a Nice Day / Have a Nice Day (Spanish Version)                | DE26 (9 Wo.)DE | AT11 (11 Wo.)AT | CH12 (12 Wo.)CH | UK11 (7 Wo.)UK | — | SE4 Gold · (10 Wo.)SE | Erstveröffentlichung: 1. Februar 1999 (EN-Version) Erstveröffentlichung: 1. November 1999 (ES-Version) Verkäufe: + 15.000                                          |
| 1999 | Anyone Have a Nice Day                                                                                                   | DE62 (13 Wo.)DE | — | CH30 (97 Wo.)CH | — | — | SE35 (3 Wo.)SE | Erstveröffentlichung: 10. Mai 1999 |
| 1999 | Stars Have a Nice Day | DE23 (9 Wo.)DE | — | CH28 (7 Wo.)CH | UK56 (1 Wo.)UK | — | SE13 Gold · (13 Wo.)SE | Erstveröffentlichung: 2. August 1999 Verkäufe: + 15.000 |
| 1999 | Salvation Have a Nice Day                                                                                                | DE80 (9 Wo.)DE | — | — | — | — | SE46 (4 Wo.)SE | Erstveröffentlichung: 22. November 1999 |
| 2001 | The Centre of the Heart (Is a Suburb to the Brain) Room Service                                                          | DE31 (9 Wo.)DE | AT30 (11 Wo.)AT | CH28 (15 Wo.)CH | — | — | SE1 Platin · (12 Wo.)SE | Erstveröffentlichung: 28. Februar 2001 Verkäufe: + 30.000 |
| 2001 | Real Sugar Room Service                                                                                                  | DE96 (1 Wo.)DE | — | CH72 (1 Wo.)CH | — | — | SE23 (10 Wo.)SE | Erstveröffentlichung: 18. Juni 2001 |
| 2001 | Milk and Toast and Honey Room Service                                                                                    | DE54 (9 Wo.)DE | — | CH29 (17 Wo.)CH | UK89 (1 Wo.)UK | — | SE21 (14 Wo.)SE | Erstveröffentlichung: 3. September 2001 |
| 2002 | A Thing about You The Ballad Hits                                                                                        | DE37 (7 Wo.)DE | AT39 (8 Wo.)AT | CH35 (14 Wo.)CH | UK77 (1 Wo.)UK | — | SE14 (14 Wo.)SE | Erstveröffentlichung: 14. Oktober 2002 |
| 2003 | Opportunity Nox The Pop Hits                                                                                             | DE69 (1 Wo.)DE | — | CH87 (3 Wo.)CH | — | — | SE11 (7 Wo.)SE | Erstveröffentlichung: 24. Februar 2003 |
| 2006 | One Wish A Collection of Roxette Hits: Their 20 Greatest Songs!                                                          | DE50 (6 Wo.)DE | AT56 (2 Wo.)AT | CH56 (4 Wo.)CH | — | — | SE2 (13 Wo.)SE | Erstveröffentlichung: 9. Oktober 2006 |
| 2007 | Reveal A Collection of Roxette Hits: Their 20 Greatest Songs!                                                            | — | — | — | — | — | SE59 (1 Wo.)SE | Erstveröffentlichung: 10. Januar 2007 |
| 2011 | She’s Got Nothing On (But the Radio) Charm School                                                                        | DE10 (21 Wo.)DE | AT9 (15 Wo.)AT | CH19 (14 Wo.)CH | — | — | — | Erstveröffentlichung: 10. Januar 2011 |
| 2011 | Speak to Me Charm School                                                                                                 | — | — | — | — | — | — | Erstveröffentlichung: 18. April 2011 |
| 2011 | Way Out Charm School | — | — | — | — | — | — | Erstveröffentlichung: 10. Juni 2011 |
| 2012 | It’s Possible Travelling                                                                                                 | DE64 (1 Wo.)DE | — | — | — | — | — | Erstveröffentlichung: 16. März 2012 |
| 2012 | The Sweet Hello, The Sad Goodbye (Bassflow Remake) –                                                                     | — | — | — | — | — | — | Erstveröffentlichung: 22. Juni 2012 |
| 2016 | It Just Happens Good Karma                                                                                               | — | — | — | — | — | — | Erstveröffentlichung: 8. April 2016 |
| 2016 | Some Other Summer Good Karma                                                                                             | — | — | — | — | — | — | Erstveröffentlichung: 17. Juni 2016 |
| 2016 | Why Don’t You Bring Me Flowers? Good Karma                                                                               | — | — | — | — | — | — | Erstveröffentlichung: 4. November 2016 |
| 2020 | Help! The Rox Box – Roxette 86–06                                                                                        | — | — | — | — | — | — | Erstveröffentlichung: 8. Mai 2020 Original: The Beatles |
| 2020 | Let Your Heart Dance with Me Bag of Trix Vol. 1: Music from the Roxette Vaults                                           | — | — | — | — | — | — | Erstveröffentlichung: 2. Oktober 2020 |
| 2020 | Piece of Cake Bag of Trix Vol. 3: Music from the Roxette Vaults                                                          | — | — | — | — | — | — | Erstveröffentlichung: 20. November 2020 |
| 2022 | Fading Like a Flower ROX RMX Vol. 1 (Remixes from the Roxette Vaults)                                                    | — | — | — | — | — | SE90 (1 Wo.)SE | Erstveröffentlichung: 22. April 2022 mit Galantis |

### Als Gastmusiker
| Jahr | Titel Album            | Höchstplatzierung, Gesamtwochen, AuszeichnungChartplatzierungen (Jahr, Titel, Album, Platzierungen, Wochen, Auszeichnungen, Anmerkungen) | Höchstplatzierung, Gesamtwochen, AuszeichnungChartplatzierungen (Jahr, Titel, Album, Platzierungen, Wochen, Auszeichnungen, Anmerkungen) | Höchstplatzierung, Gesamtwochen, AuszeichnungChartplatzierungen (Jahr, Titel, Album, Platzierungen, Wochen, Auszeichnungen, Anmerkungen) | Höchstplatzierung, Gesamtwochen, AuszeichnungChartplatzierungen (Jahr, Titel, Album, Platzierungen, Wochen, Auszeichnungen, Anmerkungen) | Höchstplatzierung, Gesamtwochen, AuszeichnungChartplatzierungen (Jahr, Titel, Album, Platzierungen, Wochen, Auszeichnungen, Anmerkungen) | Höchstplatzierung, Gesamtwochen, AuszeichnungChartplatzierungen (Jahr, Titel, Album, Platzierungen, Wochen, Auszeichnungen, Anmerkungen) | Anmerkungen                                                  |
| Jahr | Titel Album            | DE | AT | CH | UK | US | SE | Anmerkungen                                                  |
| ---- | ---------------------- | --- | --- | --- | --- | --- | --- | ------------------------------------------------------------ |
| 2005 | Fading Like a Flower – | — | — | — | UK18 (5 Wo.)UK | — | SE41 (7 Wo.)SE | Erstveröffentlichung: 25. Juli 2005 Dancing DJ’s vs. Roxette |

## Videoalben und Musikvideos

### Videoalben
| Jahr | Titel Musiklabel                                                                              | Höchstplatzierung, Gesamtwochen, AuszeichnungChartplatzierungen (Jahr, Titel, Musiklabel, Platzierungen, Wochen, Auszeichnungen, Anmerkungen) | Höchstplatzierung, Gesamtwochen, AuszeichnungChartplatzierungen (Jahr, Titel, Musiklabel, Platzierungen, Wochen, Auszeichnungen, Anmerkungen) | Höchstplatzierung, Gesamtwochen, AuszeichnungChartplatzierungen (Jahr, Titel, Musiklabel, Platzierungen, Wochen, Auszeichnungen, Anmerkungen) | Höchstplatzierung, Gesamtwochen, AuszeichnungChartplatzierungen (Jahr, Titel, Musiklabel, Platzierungen, Wochen, Auszeichnungen, Anmerkungen) | Höchstplatzierung, Gesamtwochen, AuszeichnungChartplatzierungen (Jahr, Titel, Musiklabel, Platzierungen, Wochen, Auszeichnungen, Anmerkungen) | Höchstplatzierung, Gesamtwochen, AuszeichnungChartplatzierungen (Jahr, Titel, Musiklabel, Platzierungen, Wochen, Auszeichnungen, Anmerkungen) | Anmerkungen                                                |
| Jahr | Titel Musiklabel                                                                              | DE | AT | CH | UK | US | SE | Anmerkungen                                                |
| ---- | --------------------------------------------------------------------------------------------- | --- | --- | --- | --- | --- | --- | ---------------------------------------------------------- |
| 1989 | Sweden Live EMI                                                                               | — | — | — | — | US— GoldUS | — | Erstveröffentlichung: 17. Februar 1989                     |
| 1989 | Look Sharp Live Picture Music International                                                   | — | — | — | — | — | — | Erstveröffentlichung: 2. Oktober 1989 Verkäufe: + 50.000   |
| 1991 | The Videos Picture Music International                                                        | DE— GoldDE | — | — | — | — | — | Erstveröffentlichung: 16. November 1991 Verkäufe: + 25.000 |
| 1992 | Live-Ism Picture Music International                                                          | — | — | — | — | — | — | Erstveröffentlichung: 21. August 1992                      |
| 1995 | Don’t Bore Us, Get to the Chorus! – Roxette’s Greatest Video Hits Picture Music International | — | — | — | UK16 (9 Wo.)UK | — | — | Erstveröffentlichung: 20. Dezember 1995                    |
| 1996 | Crash! Boom! Live! Picture Music International                                                | — | — | — | — | — | — | Erstveröffentlichung: 16. September 1996                   |
| 2001 | All Videos Ever Made & More! The Complete Collection 1987–2001 EMI                            | — | — | — | — | — | SE1 (64 Wo.)SE | Erstveröffentlichung: 19. November 2001                    |
| 2003 | Ballad & Pop Hits – The Complete Video Collection EMI                                         | — | — | — | — | — | — | Erstveröffentlichung: 17. November 2003 Verkäufe: + 8.000  |
| 2013 | Live: Travelling the World Parlophone                                                         | — | — | — | — | — | SE4 (26 Wo.)SE | Erstveröffentlichung: 6. Dezember 2013                     |
| 2016 | Roxette Diaries: The Private Home Videos 1987–1995 Roxette Recordings                         | — | — | — | — | — | — | Erstveröffentlichung: 7. März 2016                         |
| 2018 | Roxette – Boxette Parlophone                                                                  | — | — | — | — | — | SE1 (8 Wo.)SE | Erstveröffentlichung: 5. Oktober 2018                      |

### Musikvideos
| Jahr | Titel                                              | Regie                           |
| ---- | -------------------------------------------------- | ------------------------------- |
| 1987 | Neverending Love (Version 1)                       |                                 |
| 1987 | Neverending Love (Version 2)                       | Rikard Petrelius                |
| 1987 | Soul Deep                                          | Rikard Petrelius                |
| 1988 | I Call Your Name                                   | Jeroen Kamphoff                 |
| 1988 | Chances                                            | Jeroen Kamphoff                 |
| 1988 | The Look (Version 1)                               | Mats Jonstam                    |
| 1989 | The Look (Version 2)                               | Peter Heath                     |
| 1989 | Dressed for Success                                | Peter Heath                     |
| 1989 | Listen to Your Heart                               | Doug Freel                      |
| 1989 | Dangerous                                          | Doug Freel                      |
| 1989 | Silver Blue                                        | Doug Freel                      |
| 1990 | It Must Have Been Love                             | Doug Freel                      |
| 1991 | Joyride                                            | Doug Freel                      |
| 1991 | Fading Like a Flower (Every Time You Leave)        | Doug Freel                      |
| 1991 | The Big L                                          | Anders Skog                     |
| 1991 | Spending My Time                                   | Wayne Isham                     |
| 1991 | (Do You Get) Excited?                              | Wayne Isham                     |
| 1992 | Church of Your Heart                               | Wayne Isham                     |
| 1992 | How Do You Do!                                     | Anders Skog                     |
| 1992 | Queen of Rain                                      | Matt Murray                     |
| 1993 | Fingertips ’93                                     | Jonas Åkerlund                  |
| 1993 | Almost Unreal                                      | Michael Geoghegan               |
| 1994 | Sleeping In My Car                                 | Michael Geoghegan               |
| 1994 | Crash! Boom! Bang!                                 | Michael Geoghegan               |
| 1994 | Fireworks                                          | Michael Geoghegan               |
| 1994 | Run to You                                         | Jonas Åkerlund                  |
| 1995 | Vulnerable                                         | Jonas Åkerlund                  |
| 1995 | You Don’t Understand Me                            | Greg Masuak                     |
| 1995 | June Afternoon                                     | Jonas Åkerlund                  |
| 1996 | She Doesn’t Live Here Anymore                      | Jonas Åkerlund                  |
| 1996 | Un día sin ti                                      | Jonas Åkerlund                  |
| 1999 | Wish I Could Fly                                   | Jonas Åkerlund                  |
| 1999 | Anyone                                             | Jonas Åkerlund                  |
| 1999 | Stars                                              | Anton Corbijn                   |
| 1999 | Salvation                                          | Anton Corbijn                   |
| 2001 | The Centre of the Heart (Is a Suburb to the Brain) | Jonas Åkerlund                  |
| 2001 | Real Sugar                                         | Jesper Hiro                     |
| 2001 | Milk and Toast and Honey                           | Jesper Hiro                     |
| 2002 | A Thing about You                                  | Jonas Åkerlund                  |
| 2003 | Opportunity Nox                                    | Jonas Åkerlund, Kristoffer Diös |
| 2006 | One Wish                                           | Jonas Åkerlund                  |
| 2011 | She’s Got Nothing On (But the Radio)               | Mats Udd                        |
| 2011 | Way Out                                            | Arena Grande                    |
| 2011 | Speak to Me                                        | Mikael Sandberg                 |
| 2011 | No One Makes It On Her Own                         | Tanya Rush                      |
| 2012 | It’s Possible                                      | David Nord                      |
| 2020 | Let Your Heart Dance with Me                       | Per Gessle                      |
| 2020 | Tu No Me Comprendes (You Don’t Understand Me)      |                                 |
| 2020 | Piece of Cake                                      |                                 |

## Boxsets
| Jahr | Titel Musiklabel                                                                                                | Höchstplatzierung, Gesamtwochen, AuszeichnungChartplatzierungen (Jahr, Titel, Musiklabel, Platzierungen, Wochen, Auszeichnungen, Anmerkungen) | Höchstplatzierung, Gesamtwochen, AuszeichnungChartplatzierungen (Jahr, Titel, Musiklabel, Platzierungen, Wochen, Auszeichnungen, Anmerkungen) | Höchstplatzierung, Gesamtwochen, AuszeichnungChartplatzierungen (Jahr, Titel, Musiklabel, Platzierungen, Wochen, Auszeichnungen, Anmerkungen) | Höchstplatzierung, Gesamtwochen, AuszeichnungChartplatzierungen (Jahr, Titel, Musiklabel, Platzierungen, Wochen, Auszeichnungen, Anmerkungen) | Höchstplatzierung, Gesamtwochen, AuszeichnungChartplatzierungen (Jahr, Titel, Musiklabel, Platzierungen, Wochen, Auszeichnungen, Anmerkungen) | Höchstplatzierung, Gesamtwochen, AuszeichnungChartplatzierungen (Jahr, Titel, Musiklabel, Platzierungen, Wochen, Auszeichnungen, Anmerkungen) | Anmerkungen                                                                    |
| Jahr | Titel Musiklabel                                                                                                | DE | AT | CH | UK | US | SE | Anmerkungen                                                                    |
| ---- | --- | --- | --- | --- | --- | --- | --- | ------------------------------------------------------------------------------ |
| 2006 | The Rox Box – Roxette 86–06 (Alternativ: The RoxBox! A Collection of Roxette’s Greatest Songs) EMI / Parlophone | — | — | CH55 (1 Wo.)CH | — | — | SE20 (1 Wo.)SE | Erstveröffentlichung: 18. Oktober 2006 Wiederveröffentlichung: 6. Februar 2015 |
| 2020 | Bag of Trix (Music from the Roxette Vaults) Roxette Recordings / Parlophone                                     | DE14 (4 Wo.)DE | AT58 (1 Wo.)AT | CH31 (1 Wo.)CH | — | — | SE2 (1 Wo.)SE | Erstveröffentlichung: 11. Dezember 2020                                        |

## Promoveröffentlichungen
| Jahr | Titel Album                                                | Anmerkungen                             |
| ---- | ---------------------------------------------------------- | --------------------------------------- |
| 1991 | The Sweet Hello, the Sad Goodbye –                         | Erstveröffentlichung: 1991              |
| 1991 | Things Will Never Be the Same Joyride                      | Erstveröffentlichung: 1991              |
| 1992 | (Do You Get) Excited? Joyride                              | Erstveröffentlichung: 1992              |
| 1995 | I’m Sorry Crash! Boom! Bang!                               | Erstveröffentlichung: 1995              |
| 1995 | I Don’t Want to Get Hurt Don’t Bore Us, Get to the Chorus! | Erstveröffentlichung: 1. November 1995  |
| 1997 | From One Heart to Another Pearls of Passion                | Erstveröffentlichung: 1997              |
| 1999 | Crush on You Have a Nice Day                               | Erstveröffentlichung: 1999              |
| 1999 | Alguien Have a Nice Day                                    | Erstveröffentlichung: 1. Dezember 1999  |
| 2011 | No One Makes It on Her Own Charm School                    | Erstveröffentlichung: 28. November 2011 |
| 2021 | Small Talk Joyride (30th Anniversary Edition)              | Erstveröffentlichung: 8. Oktober 2021   |

## Sonderveröffentlichungen
| Jahr | Titel Album            | Anmerkungen                                                  |
| ---- | ---------------------- | ------------------------------------------------------------ |
| 2005 | Fading Like a Flower – | Erstveröffentlichung: 25. Juli 2005 Dancing DJ’s vs. Roxette |

| Jahr | Titel Soundtrack                    | Anmerkungen                         |
| ---- | ----------------------------------- | ----------------------------------- |
| 1990 | It Must Have Been Love Pretty Woman | Erstveröffentlichung: 13. März 1990 |
| 1993 | Almost Unreal Super Mario Bros.     | Erstveröffentlichung: 10. Mai 1993  |
| 2014 | The Look À toute épreuve            | Erstveröffentlichung: 7. Juli 2014  |

## Statistik

### Chartauswertung
|                     | DE     | AT     | CH     | UK     | US    | SE     |
| ------------------- | ------ | ------ | ------ | ------ | ----- | ------ |
| Nummer-eins-Alben   | DE3DE  | AT1AT  | CH4CH  | UK—UK  | US—US | SE6SE  |
| Top-10-Alben        | DE10DE | AT10AT | CH11CH | UK5UK  | US—US | SE13SE |
| Alben in den Charts | DE15DE | AT15AT | CH16CH | UK10UK | US3US | SE17SE |

|                       | DE     | AT     | CH     | UK     | US     | SE     |
| --------------------- | ------ | ------ | ------ | ------ | ------ | ------ |
| Nummer-eins-Singles   | DE2DE  | AT1AT  | CH3CH  | UK—UK  | US4US  | SE3SE  |
| Top-10-Singles        | DE9DE  | AT10AT | CH9CH  | UK5UK  | US6US  | SE18SE |
| Singles in den Charts | DE33DE | AT21AT | CH26CH | UK24UK | US12US | SE38SE |

|                          | DE    | AT    | CH    | UK    | US    | SE    |
| ------------------------ | ----- | ----- | ----- | ----- | ----- | ----- |
| Nummer-eins-Videoalben   | DE—DE | AT—AT | CH—CH | UK—UK | US—US | SE2SE |
| Top-10-Videoalben        | DE—DE | AT—AT | CH—CH | UK—UK | US—US | SE3SE |
| Videoalben in den Charts | DE—DE | AT—AT | CH—CH | UK1UK | US3US | SE3SE |

### Auszeichnungen für Musikverkäufe
| Land/RegionAuszeichnungen für Musikverkäufe (Land/Region, Auszeichnungen, Verkäufe, Quellen) | Silber     | Gold       | Platin         | Verkäufe    | Quellen                                                    |
| -------------------------------------------------------------------------------------------- | ---------- | ---------- | -------------- | ----------- | ---------------------------------------------------------- |
| Argentinien (CAPIF)                                                                          | —          | Gold1      | 2× Platin2     | 98.000      | capif.org.ar                                               |
| Australien (ARIA)                                                                            | —          | 2× Gold2   | 13× Platin13   | 980.000     | aria.com.au                                                |
| Belgien (BRMA)                                                                               | —          | —          | Platin1        | 50.000      | ultratop.be                                                |
| Brasilien (PMB)                                                                              | —          | 3× Gold3   | Platin1        | 450.000     | pro-musicabr.org.br                                        |
| Dänemark (IFPI)                                                                              | —          | 5× Gold5   | 2× Platin2     | 330.000     | ifpi.dk                                                    |
| Deutschland (BVMI)                                                                           | —          | 9× Gold9   | 8× Platin8     | 5.625.000   | musikindustrie.de                                          |
| Europa (IFPI)                                                                                | —          | —          | 5× Platin5     | (5.000.000) | ifpi.org                                                   |
| Finnland (IFPI)                                                                              | —          | 2× Gold2   | 5× Platin5     | 319.840     | ifpi.fi                                                    |
| Irland (IRMA)                                                                                | —          | —          | Platin1        | 15.000      | irishcharts.ie                                             |
| Italien (FIMI)                                                                               | —          | Gold1      | —              | 35.000      | fimi.it                                                    |
| Japan (RIAJ)                                                                                 | —          | 2× Gold2   | —              | 200.000     | riaj.or.jp                                                 |
| Kanada (MC)                                                                                  | —          | 4× Gold4   | 12× Platin12   | 1.350.000   | musiccanada.com                                            |
| Neuseeland (RMNZ)                                                                            | —          | 4× Gold4   | 4× Platin4     | 117.500     | aotearoamusiccharts.co.nz NZ2 NZ3                          |
| Niederlande (NVPI)                                                                           | —          | 4× Gold4   | Platin1        | 300.000     | nvpi.nl                                                    |
| Norwegen (IFPI)                                                                              | —          | Gold1      | —              | 25.000      | ifpi.no (Memento vom 5. November 2012 im Internet Archive) |
| Österreich (IFPI)                                                                            | —          | 5× Gold5   | 7× Platin7     | 475.000     | ifpi.at                                                    |
| Polen (ZPAV)                                                                                 | —          | 2× Gold2   | —              | 100.000     | olis.pl                                                    |
| Portugal (AFP)                                                                               | —          | Gold1      | —              | 20.000      | Einzelnachweise                                            |
| Russland (NFPF)                                                                              | —          | Gold1      | —              | 10.000      | Einzelnachweise                                            |
| Schweden (IFPI)                                                                              | —          | 11× Gold11 | 13× Platin13   | 1.365.000   | sverigetopplistan.se                                       |
| Schweiz (IFPI)                                                                               | —          | 4× Gold4   | 12× Platin12   | 655.000     | hitparade.ch                                               |
| Spanien (Promusicae)                                                                         | —          | 3× Gold3   | 10× Platin10   | 1.070.000   | elportaldemusica.es ES2 ES3                                |
| Tschechien (IFPI)                                                                            | —          | Gold1      | —              | 3.000       | Einzelnachweise                                            |
| Vereinigte Staaten (RIAA)                                                                    | —          | 3× Gold3   | 2× Platin2     | 3.328.000   | riaa.com                                                   |
| Vereinigtes Königreich (BPI)                                                                 | 3× Silber3 | 5× Gold5   | 5× Platin5     | 3.060.000   | bpi.co.uk                                                  |
| Insgesamt                                                                                    | 3× Silber3 | 74× Gold74 | 104× Platin104 |             |                                                            |